# المرجة (شورية)
المَرجَة أو (نقحرة: المارزا) (بالأسبانية: Almarza) هي بلدية تقع في مقاطعة شورية، قشتالة وليون، إسبانيا. وفقاً لتعداد 2004 (المعهد الوطني للإحصاء)، بلغ عدد سكانها 609 نسمة.